# Needless
Needless (jap. ニードレス Nīdoresu) – manga, której autorem jest Kami Imai. Seria ta ukazywała się w latach 2004-2013 na łamach czasopisma „Ultra Jump” wydawnictwa Shūeisha. 
Na jej podstawie wyprodukowano serię anime, wyemitowaną w 2009 roku.

## Obsada
| Aktor w wersji japońskiej | Aktor w wersji angielskiej | Postać             |
| ------------------------- | -------------------------- | ------------------ |
| Aya Endô                  | Luci Christian             | Cruz Schild        |
| Eri Kitamura              | Brittney Karbowski         | Eve Neuschwanstein |
| Takehito Koyasu           | Andrew Love                | Adam Blade         |
| Hiroki Touchi             | David Matranga             | Adam Arclight      |
| Emiri Katou               | Serena Varghese            | Disk (ang. "Disc") |
| Kenji Utsumi              | David Wald                 | Gido               |
| Phil Settle               | Rob Mungle                 | Momiji Teruyama    |
| Yui Makino                | Hilay Haag                 | Mio                |
| Ayana Taketatsu           | brak informacji            | Yua                |
| Asami Imai                | Elizabeth Bunch            | Solva              |

## Anime
| #  | Tytuł                                                                                           | Premiera (Tokyo MX)  |
| -- | ----------------------------------------------------------------------------------------------- | -------------------- |
| 1  | Adam Blade Adamu bureido (アダム・ブレイド)                                                     | 2 lipca 2009         |
| 2  | Eve Neuschwanstein Ivu noishuvanshutain (イヴ・ノイシュヴァンシュタイン)                        | 9 lipca 2009         |
| 3  | Teruyama Momiji (照山最次)                                                                      | 16 lipca 2009        |
| 4  | Iron Mountain Aianmaunten (アイアンマウンテン)                                                  | 23 lipca 2009        |
| 5  | Simeon shōjo butai Shimeon shōjo butai (シメオン少女部隊)                                       | 30 lipca 2009        |
| 6  | Goldilocks Gorudirokkusu (ゴルディロックス)                                                     | 6 sierpnia 2009      |
| 7  | Adam Arclight Adamu ākuraito (アダム・アークライト)                                             | 13 sierpnia 2009     |
| 8  | Rōkakuji Riru (楼閣寺離瑠)                                                                      | 20 sierpnia 2009     |
| 9  | Dai 3 Shelter Dai 3 sherutā (第3シェルター)                                                     | 27 sierpnia 2009     |
| 10 | Seto × Solva Seto × soruva (セト×ソルヴァ)                                                      | 3 września 2009      |
| 11 | Black Attraction Burakku atorakushon (ブラック・アトラクション)                                 | 10 września 2009     |
| 12 | Kurumi (胡桃)                                                                                   | 17 września 2009     |
| 13 | Byakugō (白毫)                                                                                  | 24 września 2009     |
| 14 | Lilith Temptation Ririsu tenputēshon (リリス・テンプテーション)                                 | 1 października 2009  |
| 15 | Dai yon hadō (第四波動)                                                                         | 8 października 2009  |
| 16 | Aruka Schild Aruka shiruto (アルカ・シルト)                                                     | 15 października 2009 |
| 17 | Resistance Rejisutansu (レジスタンス)                                                           | 22 października 2009 |
| 18 | Agnishwattas Agunisshuwattasu (アグニッシュワッタス)                                            | 29 października 2009 |
| 19 | Positive Feedback Zero Pojitibu fīdobakku zero (ポジティブフィードバック・ゼロ)                 | 5 listopada 2009     |
| 20 | A-B                                                                                             | 12 listopada 2009    |
| 21 | A-A                                                                                             | 19 listopada 2009    |
| 22 | 666-nin iinkai (Triple Six) 666-nin iinkai (toripurushikkusu) (666人委員会（トリプルシックス）) | 26 listopada 2009    |
| 23 | Saten (左天)                                                                                    | 3 grudnia 2009       |
| 24 | Cruz Schild Kurusu shiruto (クルス・シルト)                                                     | 10 grudnia 2009      |